# Зйомки в Палермо
«Зйомки в Палермо» (англ. Palermo Shooting) — фільм німецького режисера Віма Вендерса знятий за його сценарієм з акторами: Кампіно, Деннісом Гоппером, Джованною Меццоджорно у головних ролях. А також з Лу Рідом і з незазначеною в титрах Міллою Йовович, які зіграли ролі самих себе. 

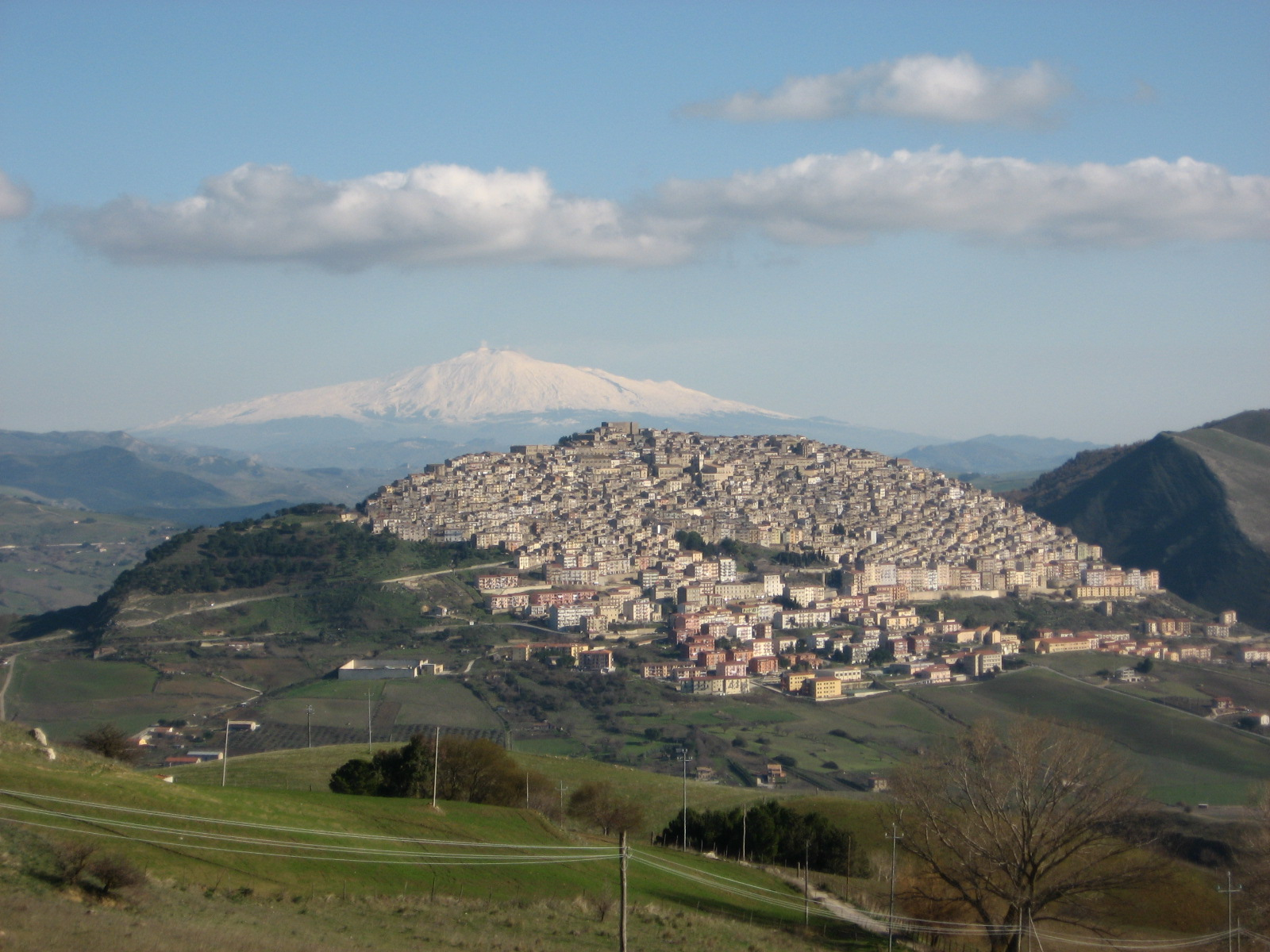
Панорама Ґанджі та Етни. 2006

Картина вийшла на екрани в Німеччині 20 листопада 2008 року. Прем'єра у США відбулася 20 січня 2009 року одночасно з показом на кінофестивалі в Берліні і в кінотеатрі Кастро у Сан-Франциско.

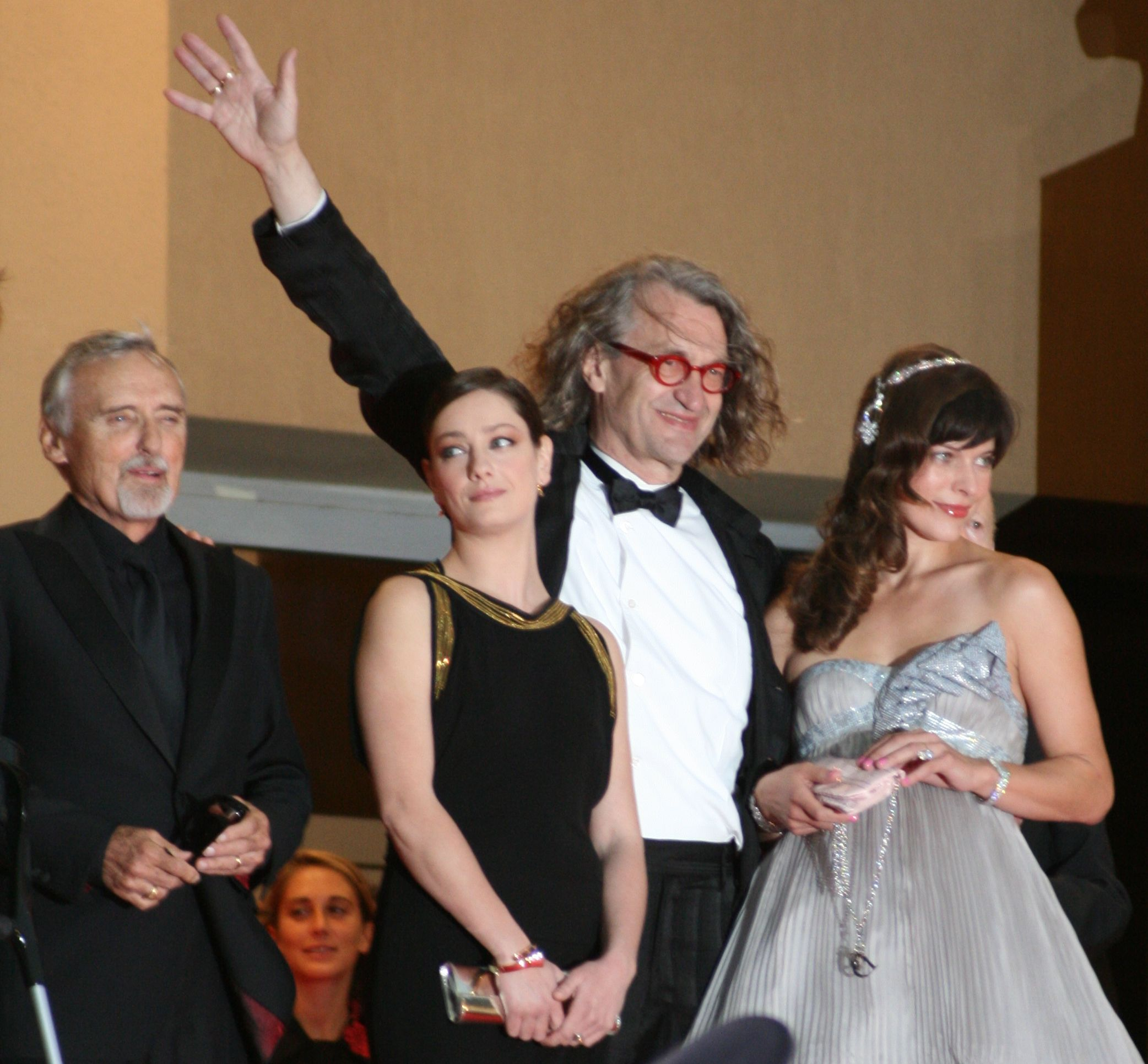
Денніс Гоппер, Джованна Меццоджорно, Вім Вендерс та Мілла Йовович на Канському фестивалі у 2008

## Зміст
Фінн – знаменитий фотограф. Його роботи прикрашають найкращі галереї та обкладинки журналів у всьому світі. Життя буяє, він – справжня зірка арт-сцени, та в серці живе трагічна порожнеча. Одного разу він приїжджає до Палермо, де знайомиться з прекрасною і загадковою художницею Флавією та зустрічає своє кохання. Раптово з ним починає відбуватися щось незрозуміле, оживають стародавні фрески, мистецтво зливається з реальністю. Фінн немов занурюється на саме дно пекла.